# Kråkören, Helsingfors
Kråkören, finska: Variskari, är en ö i Finland. Den ligger i Finska viken och i kommunen Helsingfors i den ekonomiska regionen  Helsingfors i landskapet Nyland, i den södra delen av landet. Ön ligger nära Helsingfors.
Öns area är 0,5 hektar och dess största längd är 120 meter i öst-västlig riktning.